# Orthocentrus tuberculatus
Orthocentrus tuberculatus là một loài tò vò trong họ Ichneumonidae.